# Afroccrisis perissinottoi
Afroccrisis perissinottoi Vives, 2009 è una specie di coleottero della famiglia dei Cerambicidi. È l'unica specie nota del genere Afroccrisis.